# Финнесси, Шанди
Шанди Рин Финнесси (англ. Shandi Finnessey; род. 9 июня 1978, Флориссант, Миссури) — американская актриса

 супермодель и фотомодель; победительница конкурса красоты «Мисс США 2004».

## Биография
Шанди Финнесси родилась 9 июня 1978 года в городе Флориссент, штат Миссури, США. В 1996 году она окончила академию, а в 1999 году в университете Линдервуд получила степень бакалавра в области психологии. В 2007 году участвовала в конкурсе «Танцы со звездами», выбыла после 3 раунда из-за занятости в модельном бизнесе. В 2010 году дебютировала в кино.

## Номинации и награды
| Конкурс               | Титул                    |
| Мисс Миссури США 2000 | 1-я вице-мисс            |
| Мисс Октоберфест 2000 | 3-я вице-мисс            |
| Мисс Миссури 2001     | 2-я вице-мисс            |
| Мисс Миссури США 2001 | 2-я вице-мисс            |
| Мисс Миссури 2002     | Победитель               |
| Мисс Америка 2003     | Preliminary evening wear |
| Мисс Миссури США2004  | Победитель               |
| Мисс США 2004         | Победитель               |
| Мисс Вселенная 2004   | 1-я вице-мисс            |

## Фильмография
| Год  |    | Русское название   | Оригинальное название       | Роль               |
| ---- | -- | ------------------ | --------------------------- | ------------------ |
| 2010 | тф | Акулосьминог       | Sharktopus                  | Стефи              |
| 2012 | тф | Пираньяконда       | Piranhaconda                | Кимми              |
| 2013 | ф  | Голливудский мусор | Garbage                     | официантка Мэрилин |
| 2014 | ф  | Резня на девичнике | Bachelorette Party Massacre | Мара               |